# АЕС Дарховін
30°42′26″ пн. ш. 48°22′47″ сх. д. / 30.707268° пн. ш. 48.379687° сх. д.
Атомна електростанція Дарховін (також відома як атомна електростанція Естегляль або Карун) — планована атомна електростанція, розташована в провінції Хузестан, Іран, приблизно за 70 кілометрів на південь від Ахваза на річці Карун. Розпочато будівництво одного реактора. Деякі інші проекти на цьому майданчику були скасовані. Його побудувала Масна.

## Історія
До Іранської революції Іран підписав контракт на 2 мільярди доларів із французькою компанією Framatome на будівництво двох реакторів із водою під тиском потужністю 910 МВт у Дарховіні. Після революції Франція вийшла з проекту, а інженерні компоненти заводу залишилися у Франції. Потім іранські компоненти були використані для будівництва блоків 5 і 6 атомної електростанції Gravelines у Франції, яка була введена в експлуатацію в 1985 році. Будівництво електростанції було зупинено під час ірано-іракської війни. У 1992 році Іран підписав угоду з Китаєм про будівництво двох реакторів потужністю 300 МВт на місці, які мали бути завершені протягом десяти років і були схожі на атомну електростанцію Чашма в Пакистані, яку збудував Китай. Але пізніше Китай вийшов з проекту під тиском Сполучених Штатів.
Згодом проектом зайнявся сам Іран, оскільки жодна інша країна не була готова співпрацювати в його будівництві. Іран розпочав самостійне проектування реактора для Дарховинської атомної електростанції на основі конструкції реактора IR-40 з використанням важкої води. Іранський ядерний реактор має потужність 360 МВт. Станцію було оголошено у 2008 році, спочатку планувалося, що вона буде запущена у 2016 році, але будівництво затягується. Наразі немає публічної інформації про те, скільки реакторів планується розмістити на електростанції. Станція стане першою в Ірані атомною електростанцією, спроектованою та збудованою власними силами, крім дослідницького реактора IR-40. За словами глави агентства з атомної енергії Ірану Аббаса Салехі, швейцарсько-шведський конгломерат ABB був збережений як партнер/зовнішній консультант у цьому проекті в останні роки, але вийшов із нього через міжнародні санкції.
У травні 2022 року заступник голови Організації з атомної енергії Ірану заявив, що триває планування будівництва місцевої електростанції потужністю 360 МВт. 3 грудня 2022 року державне телебачення Ірану оголосило про початок будівництва місцевої електростанції потужністю 300 МВт, будівництво якої займе вісім років і коштуватиме від 1,5 до 2 мільярдів доларів.

## У літературі
У романі Пола Ердмана 1976 року «Аварія 1979 року» згадується, що атомна електростанція в Дарховіні була завершена Францією, а Мохаммед Реза Пехлеві, тодішній шах Ірану, використовує цю установку за допомогою Ізраїлю та Швейцарії для виготовлення дюжини солених бомб.

## Реактори
Плани щодо ділянки не зрозумілі.
| Реакторна установка | Тип реактора               | Чиста потужність | Загальна потужність | Розпочато будівництво | Електрична мережа | Комерційна експлуатація | Закриття        |
| ------------------- | -------------------------- | ---------------- | ------------------- | --------------------- | ----------------- | ----------------------- | --------------- |
| Дарховін            | Водяний реактор під тиском | 330 MW           | 360 MW              | 2008                  | -                 | -                       | -               |
| Естегляль-1         | Водяний реактор під тиском | 280 MW           | 300 MW              | Скасований план       | Скасований план   | Скасований план         | Скасований план |
| Естегляль-2         | Водяний реактор під тиском | 280 MW           | 300 MW              | Скасований план       | Скасований план   | Скасований план         | Скасований план |

## Зовнішні посилання
- Documentary: Nuclear confrontation with Iran